# Rabah Oussidhoum
Rabah Oussidhoum (en kabyle: Rabaḥ Usidhum), né le 24 novembre 1903 dans le village de Darna, commune d'Iboudraren au pied du Djurdjura dans le département de Tizi-Ouzou, Algérie (période coloniale française), et mort le 27 mai 1938 à Miraflores, dans la région de Saragosse, est un militant communiste franco-algérien, antifasciste, syndicaliste, anticolonialiste, militaire, métallurgiste, révolutionnaire et volontaire dans les Brigades internationales où il combat aux côtés des républicains pendant la guerre d'Espagne.

## Biographie

### Jeunesse
Rabah Oussidhoum naquit le 24 novembre 1903 à Darna, dans la commune d'Iboudraren, département de Tizi-Ouzou, Kabylie, Algérie française. Fils de Yamina et Brahim, il grandit dans un environnement modeste, marqué par la pauvreté et les conditions de vie précaires qui frappaient les populations rurales kabyles. Très jeune, il se retrouve à travailler aux côtés de son père, forgeron de son état, à la ferme. C'est à cette époque qu’il prend conscience de la dureté de l’existence et la misère qui rongeait le quotidien.
Durant ses premières années, il fréquenta l'école de la République française jusqu'en 1916. Il était sensible aux contradictions flagrantes de l'enseignement qu'il recevait et à la condition des indigènes en Algérie: une classe subordonnée, exploitée et méprisée. Sa prise de conscience fut ainsi rapide et précoce, s’articulant autour d’une exaspération grandissante vis-à-vis de l'injustice, mais aussi d’un désir ardent de lutte. Cependant, c’est dans les récits de ses aïeux que se forgea véritablement son identité politique. En effet, son grand-père maternel, Hadj M’hamed, s'était distingué en s'enrôlant auprès du Cheikh El Haddad, chef de la résistance contre l’occupant colonial. Les témoignages de sa grand-mère, relatant les humiliations infligées à son peuple, dont la déportation au bagne de Nouvelle-Calédonie, accentuèrent la perception de Rabah de l'oppression infligée à ses compatriotes.
Dans le cadre de sa formation et de sa jeunesse, Rabah Oussidhoum prit ensuite un emploi à Bou Saâda, une ville qui marquait déjà un carrefour entre les influences coloniales et les traditions autochtones.
Dans un contexte marqué par la répression coloniale, Rabah Oussidhoum choisit de s’engager dans l'armée française, non par loyauté envers l’occupant, mais dans une stratégie pragmatique et politique. En s’enrôlant, il espérait, d'une part, acquérir la nationalité française, tout en apprenant les rudiments du combat militaire. Il passa ainsi cinq années dans l'armée, où il s’éleva au rang de sous-officier, période pendant laquelle il affina ses connaissances stratégiques et son expérience du terrain. Ce parcours marqua profondément son évolution politique, et au fil des années, il s'impliqua de plus en plus activement dans la lutte pour l’indépendance de l'Algérie, nourrissant une conviction inébranlable qu'il était désormais prêt à prendre part à la révolution qui secouerait les fondements de l'empire colonial français.

### Guerre du Rif et tentative de désertion ratée
Pendant son service dans l'armée française, Rabah Oussidhoum fut désigné pour commander des mitrailleurs. Bien qu'il soit originaire d'Algérie et engagé dans l'armée française, il n'était pas un cas isolé. En effet, l'armée française déployée dans le Rif comptait de nombreux soldats nord-africains, dont la participation à ce conflit était fortement influencée par les conceptions racistes des officiers français de l'époque. Ces derniers estimaient, sur des bases racialistes, que les Africains possédaient des aptitudes naturelles qui les rendaient particulièrement adaptés aux combats dans des conditions aussi difficiles que celles rencontrées dans le Rif.
En tant qu'Algérien, Oussidhoum ressentait une profonde frustration face au traitement réservé aux soldats coloniaux par ses supérieurs français. Cette frustration le poussa à tenter, sans succès, de faire défection pour rejoindre les forces rifaines d'Abdelkrim el-Khattabi, contre lesquelles il combattait. Durant ce conflit, Oussidhoum se battait aux côtés d'un pouvoir impérialiste qui opprimait son propre peuple depuis près d'un siècle. Cette oppression remonte à 1830, lorsqu'une conquête française brutale débuta en Algérie, aboutissant à la reddition du leader révolutionnaire algérien, Abdelkader ibn Muhieddine, en 1847. La guerre d'Algérie fut marquée par des violences extrêmes, telles que la politique de la terre brûlée et les massacres de la population indigène.
Selon l'historien Georges Gonzalez, il essayait de rejoindre les forces du Rif, mais sa blessure l'en a empêché.

### Émigration en région parisienne et le début du militantisme
Après avoir été blessé lors de la guerre du Rif, Rabah Oussidhoum rentre en Kabylie et veut se marier, mais son père s'y oppose. Il décide alors de se rendre en France par l'intermédiaire de son cousin Ali, ouvrier chez Renault à Paris.
Émigré, il s'installe en région parisienne à la fin de l'année 1926. Selon son autobiographie rédigée à Moscou, il y travaille d'abord dans une usine d'aviation, puis dans des usines d'automobiles. En 1928, il adhère au Parti communiste français. En 1931, il rejoint l'usine Renault de Billancourt, où son engagement militant se fait sentir. Il est licencié pour avoir participé à une grève et célébré le 1er mai, avant de devenir chauffeur de taxi pour subvenir à ses besoins.
En 1933, Oussidhoum prend part à la nord-africaine de la Commission coloniale du Parti communiste à Paris. C’est au cours de cette période qu'il se rend en Union soviétique, arrivant illégalement à Moscou le 11 novembre 1933 sans passeport, et repartant en avril 1934. Bien que les détails de son séjour restent flous, les archives de Moscou (RGASPI) le mentionnent, et il semble avoir fréquenté l'Université communiste des travailleurs d'Orient, même s'il n'est pas explicitement précisé s'il y a suivi des cours. En parallèle, il continue de travailler comme chauffeur de taxi et serait également devenu trésorier de la cellule communiste de Renault entre 1934 et 1936.
En 1936, Oussidhoum revient en Algérie, où il rejoint le Parti communiste algérien, nouvellement formé. Cette période marque un tournant dans son engagement politique, le rendant acteur d'un mouvement révolutionnaire à la fois local et international.

### Engagement dans la Guerre d'Espagne
Avec le militant socialiste Mohand Amokrane Belaïdi et le militant anarchiste Mohamed Saïl, Rabah Oussidhoum a fait partie des 500 à 800 membres de la section algérienne des Brigades internationales qui ont combattu aux côtés des républicains pendant la guerre civile espagnole.
Lorsque la guerre civile espagnole éclate en juillet 1936, la Seconde République se retrouve politiquement isolée. Malgré le fait que l'Espagne soit une démocratie, les démocraties occidentales adoptent une politique de non-intervention, craignant de provoquer les nations fascistes comme l'Italie fasciste et l'Allemagne nazie. Seule l'Union soviétique apporte un soutien significatif à la République, en fournissant des avions, des conseillers, des blindés et des armes. De plus, l'Union soviétique joue un rôle crucial en facilitant l'appel du Komintern pour la mobilisation de volontaires internationaux. Ces volontaires, qui atteindront finalement près de 40 000 hommes, deviendront connus sous le nom de Brigades internationales et participeront aux principales batailles de la guerre, du siège de Madrid à la bataille de l'Èbre.
Le 16 novembre 1936, un mois après la formation des Brigades internationales, Rabah Oussidhoum, âgé de 32 ans, se porte volontaire pour rejoindre l'Espagne. Face à lui, l'Armée nationaliste, dirigée par Francisco Franco, comprend l'Armée espagnole d'Afrique, incluant les régiments marocains des Regulares. Les brutalités exercées par les troupes marocaines sur les civils espagnols avaient laissé une impression profondément négative des Nord-Africains. Oussidhoum, désireux de combattre cette image, voulait démontrer qu’il existait des Nord-Africains prêts à se battre contre Franco et à lutter contre le fascisme. Cet objectif influencera sa décision de se porter volontaire pour les Brigades internationales.

Étant donné qu’environ 2 % des volontaires français étaient d'origine nord-africaine, Oussidhoum n’avait pas tort de croire que les Africains se rallieraient à la cause républicaine ! L'expérience qu'il avait acquise durant la guerre du Rif, ainsi que sa solide formation politique au sein du PCF et du PCA, faisaient de lui un candidat idéal pour des postes de leadership dans les Brigades internationales. En tant que leader, Oussidhoum fut reconnu comme l'un des meilleurs. René Cazala, qui deviendra l'un de ses commandants de compagnie, témoignera particulièrement de son admiration pour Oussidhoum et écrira en 1938 :
« Tu étais toujours le meilleur parmi nous, ta grande connaissance politique combinée à ton expérience militaire de la guerre du Maroc t’ont désigné comme notre chef, et c’est avec fierté que nous avons servi sous tes ordres. »
Lorsqu’il rejoint les Brigades, Oussidhoum est affecté à la XIVe Brigade internationale, au sein du Bataillon Henri Barbusse, où il est nommé commandant de la compagnie de mitrailleuses. Ce poste était parfaitement adapté à son expérience, puisqu'il avait déjà servi comme mitrailleur une décennie plus tôt. Oussidhoum occupe ce poste pendant l’offensive infructueuse de Lopera en décembre 1936, avant d'être promu et de prendre le commandement du Bataillon Ralph Winston Fox le 20 juin 1937.
À l’époque où Oussidhoum prend la tête du Bataillon Ralph Fox, celui-ci se trouve sur le front relativement calme de Santa María de l'Alameda, dans la chaîne de montagnes de Guadarrama. Cette section tranquille du front lui permet d’acquérir une expérience précieuse, qui s’avérera cruciale lorsque les combats s’intensifieront à Cuesta de la Reina le 14 octobre 1937. Le Bataillon Ralph Fox, sous son commandement, est alors envoyé en soutien à la 9e Division espagnole, qui perdait du terrain face aux forces nationalistes. Après plusieurs contre-attaques, la ligne à Cuesta de la Reina est stabilisée. Peu après la fin des combats dans les Guadarramas, le Bataillon Ralph Fox est dissous et ses effectifs sont répartis pour renforcer les Bataillons de la Commune de Paris et Henri Barbusse. Oussidhoum est transféré et prend finalement le commandement du Bataillon de la Commune de Paris en janvier 1938.
Ce transfert marque la dernière étape de sa carrière militaire, et le Bataillon de la Commune de Paris sera la dernière unité sous son commandement. En tant que commandant de ce bataillon, Oussidhoum se retrouvera face à son plus grand défi de la guerre. Le 10 mars 1938, l'armée de Franco perce les lignes républicaines en Aragon. Cette offensive amorce ce qu’on appellera « Retirada », une période de retrait stratégique de l’armée républicaine sur tout le front aragonais, pendant environ deux mois. Alors que Franco progresse vers l’est, l’armée républicaine se retire, tout en résistant sporadiquement dans des lieux comme Caspe et Gandesa.

### Mort
Naviguer à travers le chaos de la « Retirada » n’était pas une tâche facile, même pour un officier expérimenté comme Oussidhoum. Les unités républicaines se retrouvaient souvent encerclées, exposées à des flancs constamment vulnérables, et souffraient d’un manque chronique de ravitaillement, tout en étant conscientes qu’aucune possibilité de renforts n’était envisageable. Malgré ces conditions défavorables, Oussidhoum et le reste du Bataillon de la Commune de Paris prirent position sur les rives du fleuve Guadalope, dans la petite ville de Miraflores. Les soldats marocains de Franco occupaient le plateau dominant la ville. Le 27 mars 1938, alors qu’il déplaçait des éléments de son bataillon, Rabah Oussidhoum, âgé de 34 ans, tomba au combat.

Élie Auguste Duguet raconte sa mort:
« Debout, près de moi, sous un olivier, Oussidoum dit « Tu sais, Paul, nous n’avons jamais reculé ». Le commandant a sur le visage un air de défit souriant que je ne suis pas accoutumé à lui voir. A travers les branches de l’olivier, le soleil met des ronds de lumière sur les joues d’Oussidoum. Soudain, je vois le sourire disparaitre et les ronds de lumière chavirer. Une balle vient de frapper Rabbah Oussidoum à la tempe gauche pour ressortir par la tempe droite. Un petit filet de sang coule. Oussidoum tombe. »
Comme le destin l’a voulu, ce furent les mêmes Marocains que Oussidhoum s’était engagé à libérer du joug de l’impérialisme européen qui mirent fin à sa vie de manière violente. René Cazala, qui prit la relève de Oussidhoum à la tête du bataillon, écrivit ceci à propos de sa mort :
« Tu es tombé un matin sur le plateau de Miraflores, que les Marocains occupaient. Les instruments inconscients du fascisme ont abattu celui qui avait consacré sa vie à leur défense. Triste destinée, le champion de l'indépendance nord-africaine assassiné par ceux qu'il voulait libérer. »
Oussidhoum était un homme ordinaire, d'origine modeste, qui donna sans hésiter sa vie pour un peuple et un gouvernement auxquels il n’avait aucune réelle appartenance. Fils d’un forgeron des montagnes de la Kabylie, il devint le commandant de l’un des bataillons les plus célèbres de la XIVe Brigade internationale. Bien que son nom soit peu connu, Rabah Oussidhoum laissa une empreinte indélébile auprès de ceux avec qui il a servi. Cazala résuma ainsi le sacrifice de Oussidhoum :
« […] Avec tous mes camarades, j'ai prêté le serment de venger ta mort en luttant jusqu’au bout pour réaliser la noble cause à laquelle tu as consacré ta vie. Libérer l'Espagne et le monde du joug fasciste ! Nous donnerons à tous les peuples, et en particulier à ceux de l’Afrique du Nord, la possibilité de vivre heureux et libres dans un monde où le fascisme n’aura plus sa place. »
Selon le témoignage d'Élie Auguste Duguet, le corps du commandant Rabah Oussidhoum, dont l'adresse de contact est à Billancourt (Seine), a été immédiatement évacué par la Brigade", mais son lieu d'inhumation reste inconnu à ce jour.

## Hommage

### En Littérature

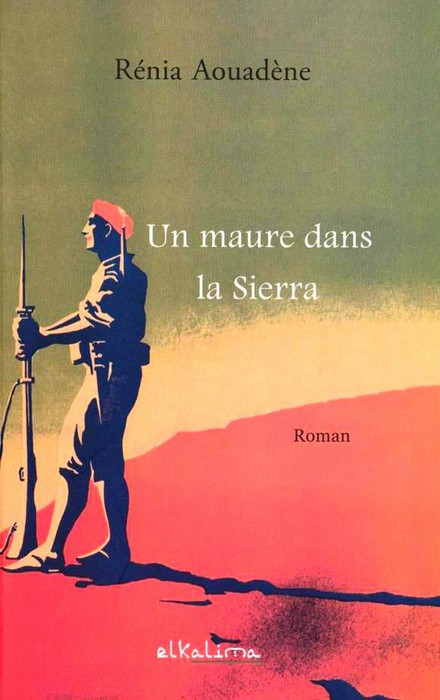
Couverture du livre "Un maure dans la Sierra" de Rénia Aouadène.

Rénia Aouadène, professeur de lettres-histoire romancière et poétesse franco-algérienne s'est inspirée de la vie et le parcours de Rabah Oussidhoum pour son roman historique "Un maure dans la Sierra", un récit mêle fiction et réalité pour suivre le parcours d'un jeune homme engagé dans une lutte plus vaste que lui : celle contre le fascisme. Le roman explore les motivations profondes qui poussent ce personnage à quitter son pays, les défis liés à son identité multiple (Algérien, Kabyle, communiste), et les liens entre la lutte anticoloniale et la lutte antifasciste. En s'appuyant sur des faits historiques, l'auteure rend hommage aux combattants algériens engagés dans les Brigades Internationales, contribuant ainsi à faire connaître une page méconnue de l'histoire.
Le poète et militant communiste algérien Bachir Hadj Ali le cite dans un de ses poèmes intitulé « Qacida andalouse » de son recueil « Chants pour le 11 décembre » :
à Pablo Picasso pour ses 80 ans
Les raisins du zéjel sèchent sur les belvédères de Grenade
L’acanthe des azulejos verse sur le couchant des reflets amers
À regret nous fuyons Malaga derrière la cavalerie du zagal
Après un siège de cinq mois. Boabdil avait trahi.
Alfarez des brigades, Rabah Oussidoum, rêvait
– Comme on va à la fontaine pour n’avoir jamais de rides
Son cœur a éclaté sur le cœur de Madrid
Il y a vingt-cinq ans comme une grenade mûre
Un cheval hurle la mort dans la gorge percée de Lorca
Épouses noires de Guernica vos enfants ont grandi
Nous sommes entourés d’orphelins. Épouses noires de Guernica.
Connaissez-vous l’agonie de vos sœurs auressiennes ?
Dans le patio vert de la colombe aux arcs lobés
Le jet d’eau module son chant, l’œillet rouge ondule,
Le fidaï rend grâce au modelé du galbe et médite
Sur la justesse du mouvement et de la trajectoire qui foudroie.
Son ami René Cazala publiera un "Adieu" dans le journal des Volontaires de la Liberté :
« Adieu cher Rabah, adieu vieux camarade tombé à ton poste, en pleine lutte, pour notre cause sacrée de la liberté à laquelle tu avais consacré ta vie.
Je me souviens de notre première rencontre dans une sombre arrière salle d’un café Algérien de Levallois, alors que nous luttions pour le pain de nos frères d’Algérie exploités par un patronat rapace et dont les fascistes veulent faire des instruments de lutte contre les prolétaires Français, tout comme en Espagne où Franco trompe les Riffains et les dresse contre la République Populaire qui seule peut leur apporter la liberté et la dignité dans le travail.
Je me souviens de ces luttes contre le bureau de mouchardage de Gerolami, pour le pain des esclaves Nord-Africains des laveurs de voitures, contre les traîtres à la cause du peuple Algérien, les caïds vendus, les hommes de l’Etoile Nord-Africaine qui prenaient leurs mots d’ordre à Berlin. Un jour je te revis à Torrelodones, commandant la mitraille du 10ème Bataillon. Après avoir combattu à Lopera, à Las Rozas, nous nous étreignîmes, c’était normal. La lutte que nous avions soutenue pour une Algérie libre et indépendante du joug impérialiste, grande fille aimée de la France démocratique, te conduisait comme nous sur ce sol d’Espagne où se jouent les libertés de l’Humanité avancée et progressive. Toujours tu fus le meilleur parmi nous, tes grandes connaissances politiques alliées à ton expérience militaire de la guerre du Maroc te désignaient comme notre chef et c’est avec fierté que nous servions sous tes ordres.
Tu es tombé par un matin sur le plateau de Miraflores que les Marocains avaient occupé. Les instruments inconscients du fascisme ont abattu celui qui avait voué sa vie à leur défense. Tragique destinée, le champion de l’Indépendance Nord-Africaine assassiné par ceux qu’il voulait rendre libres. En prenant ta place à la tête de notre cher Bataillon « Commune de Paris » j’ai fait avec tous mes camarades le serment de te venger en luttant jusqu’au bout pour réaliser la noble cause à laquelle tu as consacré ta vie. Libérer l’Espagne et le monde du joug fasciste !

Ainsi nous donnerons à tous les peuples, mais surtout au peuple Nord-Africain la possibilité de vivre heureux et libres dans un monde qui ne connaîtra pas l’horreur du fascisme. »

## Notices
- Dictionnaire biographique du mouvement ouvrier français, « Le Maitron ».